# Eucytheridae
Eucytheridae is een familie van kreeftachtigen uit de klasse van de Ostracoda (mosselkreeftjes).

## Geslachten
- Aaleniella Plumhoff, 1963 †
- Aphelocythere Triebel & Klingler, 1959 †
- Eorotundracythere Bate, 1972 †
- Eucythere Brady, 1868
- Eucytheridea Bronstein, 1930
- Hadrocytheridea Bate, 1969 †
- Homocytheridea Bate, 1963 †
- Ljubimovella Malz, 1961 †
- Paraschuleridea Swartz & Swain, 1946 †
- Phodeucythere Gruendel, 1978 †
- Pichottia Oertli, 1959 †
- Systenocythere Bate, 1963 †
- Tlichrocytheridea Gruendel, 1978 †